# ويليام غودوين
ويليام غودوين (بالإنجليزية: William Godwin) (وُلد 3 مارس عام 1756 وتوفي 7 أبريل عام 1836)، كان ويليام صحفيًا انكليزيًا وروائيا وفيلسوفًا سياسيًا. ويعتبر واحدًا من أول الدعاة للنفعية وأول مؤيد في عصره لفلسفة اللاسلطوية.
يشتهر غودوين بكتابين قام بنشرهما في غضون عام واحد: الأول بعنوان (تحقيق حول العدالة السياسية) حيث يهاجم من خلاله المؤسسات السياسية، والكتاب الثاني بعنوان (الأشياء كما هي، أو مغامرات كالب ويليامز)، وهي رواية غامضة تهاجم الامتياز الأرستقراطي. ونتيجة لنجاحه في كلى الروايتين، ظهر جودوين بشكل بارز أمام المجتمعات المتطرفة في لندن في سبعينيات القرن التاسع عشر.
كتب غودوين كتبًا كثيرة من الروايات وكتب التاريخ والدراسات الإحصائية للسكان خلال حياته.
تمت مهاجمة غودوين نتيجة لرد فعله المعارض للتطرف البريطاني، هُوجِمَ جزئيًا بسبب زواجه من الكاتبة الرائدة المدافعة عن حقوق النساء ماري ولستونكرافت في عام 1797 والسيرة الذاتية الصريحة التي كتبها عن زوجته بعد وفاتها جراء الولادة. كتبت ابنتهما التي عرفت فيما بعد باسم ماري شيلي رواية فرانكنشتاين وتزوجت الشاعر بيرسي بايش شيلي.
أنشأ غودوين مكتبة للأطفال مع زوجته الثانية ماري جين كليرمونت، مما سمح للعائلة بكتابة أعمالهم الخاصة بالأطفال وترجمة ونشر العديد من الكتب الأخرى، كان بعض هذه الكتب ذو أهمية دائمة. كان لغودوين تأثير كبير على الأدب البريطاني والثقافة الأدبية.

## الطفولة والتعليم
وُلد غودوين في ويسبك في كامبردجتشير، والداه هما جون وآن غودوين. كانت عائلة غودوين من الطبقة المتوسطة. التزم والدا غودوين بأحد أشكال المذهب الكالفيني المتعصب. كان غودوين سابع أطفالهم الثلاثة عشر.
انحدرَت والدة غودوين من عائلة ثرية ولكن تم تبديد ثروة العائلة بسبب طيش عمها. لحسن حظهم كان والدها تاجرًا ناجحًا في تجارة بحر البلطيق.
توفي والد جودوين شابًّا، كان وزيرًا في الكنيسة البروتستانتية في غيستوي في نورفولك، ولم يكن أبدًا مصدر إلهام للحب أو الندم لدى ابنه. وعلى الرغم من الاختلافات الواسعة في الرأي بين وليام غودوين ووالدته فإن مشاعر الوفاء كانت دائمًا موجودة بينهما حتى وفاتها في سن متقدم.
تلقى وليام غودوين تعليمه في أكاديمية هوكستون، حيث درس تحت اشراف أندرو كيبس وهو كاتب السيرة الذاتية، والدكتور أبراهام ريس من الموسوعة العالمية للعلم والفن.
أصبح في سن الحادية عشرة التلميذ الوحيد لصموئيل نيوتن الذي يتبع المذهب الكالفيني بشكل متطرف وصارم، والذي أيضا كان سانديمانيًا (تلميذ روبرت ساندمان).
قد وصف غودوين نيوتن لاحقًا بأنه (أحد أشهر رواد الإصلاح في دول الشمال، والذي قام بإعداد خطة لإدانة 99% من أتباع كالفن بالعقاب الإلهي الأبدي بعد أن قام كالفن بإدانة 99% من البشر).
ثم عمل وزيرا في مدن وير وستوماركت وبيكونزفيلد.عندما كان في مدينة وير عُرضت عليه تعاليم الفلاسفة الفرنسيين من قبل صديقه جوزيف فوسيت، والذي كان يتمتع بآراء سياسية تؤيد الجمهوريّة بقوة.
جاء غودوين إلى لندن عام 1782 ليعيد إحياء المجتمع بقلمه، وكان متحمسًا بشكل كبير، وكان حينها لا يزال وزيرًا بشكل اسمي. لم يتراجع قط عن استنتاجاته المبدئية التي وضعها. تبنى مبادئ موسوعة العلم والفن، وكان هدفه هو الإطاحة الكاملة بكل المؤسسات السياسية والاجتماعية والدينية القائمة. ورغم ذلك كان يعتقد أن النقاش الهادئ هو الشيء الوحيد الذي يحتاجه لإنجاز كل هذه التغييرات، وأوقف منذ بداية مسيرته وحتى نهايتها كل منهج يحث على العنف.

## أولى كتاباته
كان أول أعماله المنشورة هو كتاب حياة اللورد تشاتام عام 1783.
نشر باسمه أيضًا كتاب مقتطفات تاريخية عام 1784 والذي يتألف من ست مواعظ على شخصيات آرون وحزائيل ويسوع، والتي تفترض فيها شخصية القصة أن الله نفسه لا يحق له أن يكون طاغية، وذلك على الرغم من أنه كتبها بشخصيات كالفينية أرثوذكسية (أصبح غودوين ملحدًا فيما بعد).
بترشيح من قبل أندرو كيبيس، بدأ غودوين في الكتابة عام 1785 لمجلة السجل السنوي الجديد وغيرها من المجلات الدورية، وأنتج أيضا ثلاث روايات تعدُّ منسية الآن. كانت مساهماته الرئيسية في مجلة السجل السنوي هي مقتطفات من التاريخ الإنجليزي كان يكتبها سنويًا، والتي تمثل ملخصات سنوية للشؤون السياسية الداخلية والخارجية. انضم إلى نادي يدعى الثورة، وتوافق كثيرًا مع اللورد ستانهوب وهورن توك وهولكروفت

## زواجه الأول من ماري ولستونكرافت

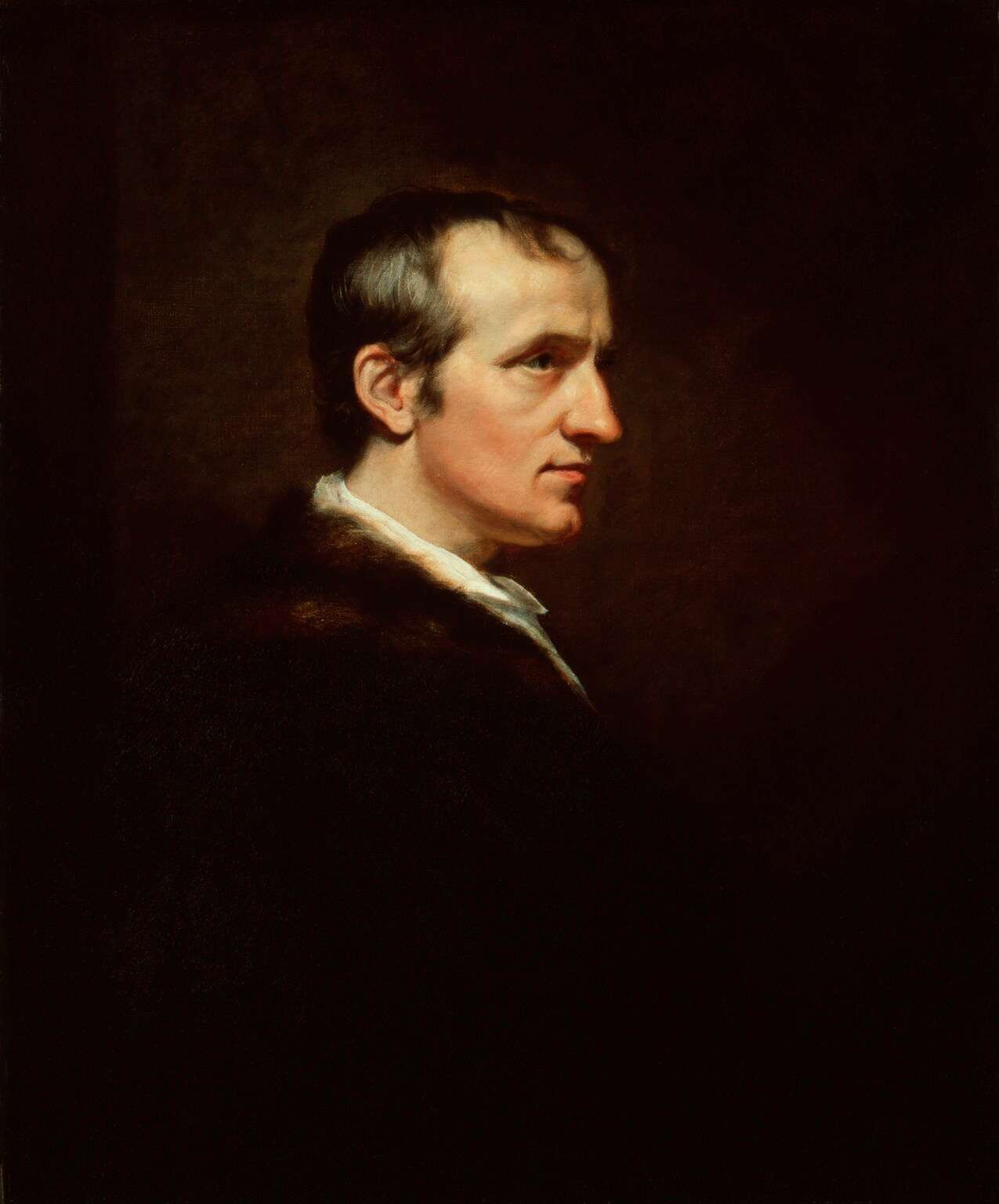
لوحة جيمس نورثكوت لويليام غودوين 1802

التقى غودوين اللقاء الأول مع ماري ولستونكرافت في منزل الناشر المشترك لهما. كان جوزيف جونسون يستضيف مأدبة عشاء لأحد مؤلفيه وهو توماس باين، ولاحظ غودوين بعد ذلك بسنوات أنه سمع القليل جدًا من باين والكثير من ولستونكرافت في ذلك المساء. لم يرها مرة أخرى لعدة سنوات. انتقلت ولستونكرافت في هذه الأثناء للعيش في فرنسا لتشهد الثورة الفرنسية بنفسها، كان لديها طفلة اسمها فاني إملاي، وزوجها المغامر الأمريكي جيلبرت إملاي. سافرت ولستونكرافت إلى اسكندنافيا تلبية لظروف عمل زوجها جيلبرت إملاي، ونشرت بعد ذلك بوقت قصير كتابًا يتحدث عن رحلتها. قرأ غودوين الكتاب، وكتب في وقت لاحق قائلا: (إذا كان يوجد أي كتاب يجعل القارئ يقع في حب مؤلفه، يبدو لي أن هذا هو الكتاب).
عندما التقى غودوين وولستونكرافت في 1796 مرة أخرى، تطور الاحترام المتبادل بينهما في وقت قصير إلى صداقة وثم انجذاب جنسي ومحبة. عندما أصبحت ولستونكرافت حاملاً، قررا الزواج لكي يكون طفلهما شرعيًا. كشف زواجهم حقيقة أن ولستونكرافت لم تكن متزوجة من إملاي، ونتيجة لذلك خسرت هي وجودوين العديد من الأصدقاء. تلقى غودوين المزيد من الانتقادات لأنه دعا إلى إلغاء الزواج من العدالة السياسية. بعد زواجهما في سانت بانكراس في 29 آذار 1797، انتقلوا للعيش في منزلين متجاورين في بلدة سومرز حتى يتمكنوا من الاحتفاظ باستقلالهم. كانوا في كثير من الأحيان يتواصلون بملاحظات ورقية ينقلها الخدم بينهما.

## زواج غودوين الثاني ونشر الكتب
في عام 1801 تزوج غودوين من جارته ماري جين كليرمونت. أحضرت اثنين من أطفالها السابقين للعيش في المنزل، هما تشارلز وكلير. كتب الصحفي هنري نويل برايلسفورد عنها في عام 1913: (كانت امرأة شعبية وعلمانية، رقيقة جدًا، وتميل إلى التباهي بجهلها الكامل بالفلسفة). في النهاية تعلمت فاني العيش مع كليرمونت، أما علاقة ماري مع زوجة أبيها كانت متوترة. وكتبت ماري: (بالنسبة للسيدة غودوين، أشعر بشيء مشابه جدًا للاشمئزاز كلما ذكرتها، إنها امرأة أرتجف جرّاء التفكير بها).
في عام 1805، أقام الزوجين متجرًا ودارًا للنشر باسم مكتبة الأطفال، وهو أمر هام في تاريخ أدب الأطفال. كتب غودوين من خلال ذلك كتابات الأطفال حول التاريخ التوراتي والكلاسيكي، وكتب باستخدام الاسم المستعار إدوارد بالدوين مجموعة متنوعة من كتب الأطفال، بما في ذلك نسخة من كتاب جاك وشجرة الفاصولياء، وسيرة ذاتية للفنان الأيرلندي ويليام ميليدي، حيث أوضح غودوين أعمال ويليام للأطفال.
حافظوا على روابط عائلية حية، نشروا أول كتاب من تأليف مارغريت كنغ (سُمّيت السيدة ماونت كاشيل فيما بعد)، والتي كانت التلميذة المفضلة بالنسبة لماري وولستونكرافت.
أعادوا نشر بعض الأعمال التي لم تنشر سوى مرة واحدة، مثل قصة تشارلز وماري لامب للكاتب شكسبير. كما قامت مكتبة الأطفال بالترجمة كتاب أوروبيين. تمت ترجمة الطبعة الإنجليزية الأولى من عائلة روبينسون السويسرية (تُرجِمَت من اللغة الفرنسية وليس الألمانية) وحُرّرت من قبلهم. كان هذا العمل هو الدعامة الأساسية لهم لعقود من الزمن.

## الأطفال
كان غودوين مسؤولاً عن عائلة مكونة من خمسة أطفال، لم يكن لأي منهم نفس الوالدين. وعلى الرغم من أنه قام بتربيتهم مع زوجته الثانية، كان شبح زوجته الأولى ماري ولستونكرافت يحوم حول العائلة، يتضح ذلك من رسم جون أوبي والذي يجسد فيه ماري حيث أولى غودوين هذا الرسم اهتمامًا كبيرًا في دراسته. 

## سنوات حياته الأخيرة وموته
مُنح غودوين منصبًا فخريًا ومكتبًا في البرلمان البريطاني. والذي سمح له بالإقامة في قصر وستمنستر مكان اقامة البرلمانيين.
توقع جودوين بعد عدة سنوات الدعم المالي والمعنوي من ابنته. وكان اثنان من الأطفال الخمسة الذين قام بتربيتهم قد توفيا قبله، ويعيش اثنان آخران في الخارج. استجابت ماري لتوقعاته وكانت تهتم به حتى توفي في عام 1836. وقد دفن بجوار ماري ولستونكرافت في فناء كنيسة سانت بانكراس، حيث كانا قد تزوجا. عاشت زوجته الثانية ثم توفت ودفنت هناك في النهاية. الثلاثة يتشاركون نفس الضريح.
في ثمانينيات القرن التاسع عشر تم نقل ولستونكرافت وبقايا غودوين إلى بورنموث إلى مقبرة عائلة شيلي.

## الأعمال والأفكار

### كتاب التحقيق في العدالة السياسية
في عام 1793 وبينما كانت الثورة الفرنسية في أوجها، نشر غودوين عمله العظيم في العلوم السياسية، التحقيق في العدالة السياسية وتأثيره على الفضيلة والسعادة العامة. كان الجزء الأول من هذا الكتاب إلى حد كبير خلاصة لكتاب البروفيسور إدموند بيرك (تبرئة المجتمع الطبيعي) وهو نقد لاسلطوي للدولة. ما تبقى من الكتاب هو رؤية جودوين الإيجابية حول كيف يمكن لمجتمع لاسلطوي (أو سلطوي بشكل خفيف) أن يعمل.
كان كتاب العدل السياسي مؤثرًا للغاية في زمنه: فبعد كتابات بيرك وباين كان جودوين هو الكاتب الأكثر شعبية لدى الثورة الفرنسية. كان كثيرون ينظرون إلى عمل غودوين على أنه ينير طريقًا وسطية بعيدًا عن التطرف العنيف لدى بيرك وباين.
قال رئيس الوزراء وليام بيت علنًا أنه لا حاجة لفرض رقابة على الكتاب، لأنه وبسعر أكثر من 1 جنيه استرليني آنذاك كان مكلفًا جدًا بالنسبة للبريطاني العادي لشرائه. ومع ذلك، كما كان سائدًا في ذلك الوقت، فإن العديد من الجمعيات نشرت كتاب العدل السياسي إما بمشاركته أو قراءته للأعضاء الأميين. في نهاية المطاف تم بيع أكثر من 4000 نسخة وجلب شهرة أدبية كبيرة إلى غودوين.

### الكتابة السياسية
كتب غودوين نقدًا لاذعًا وسريعًا ردًا على محاكمة بعض زملائه البريطانيين من مناصري حركة اليعقوبين الثورية بتهمة الخيانة ومن بينهم توماس هولكروفت، كان احتجاجه على التهمة التي أوردها اللورد آيير رئيس القضاة إلى هيئة المحلفين الكبرى في 2 تشرين أول عام 1794، حيث عارض بقوة أن مفهوم الادعاء (الخيانة البناءة) سمح للقاضي بتفسير أي سلوك على أنه خيانة.
مهد النقد الطريق لانتصار كبير لليعاقبة اغلبه كان معنوي، كما تمت تبرئتهم.

### التحليل الفلسفي
يُعد ويليام غودوين من أوائل المفكرين الذين طرحوا فكرة المجتمع اللاسلطوي القائم على العقل والنقاش الحر، دون الحاجة إلى مؤسسات قمعية. في كتابه "العدالة السياسية"، رفض فكرة الحكومة المركزية، واعتبر أن الفضيلة والسعادة لا تتحقق إلا في ظل الحرية الفردية المطلقة. وقد أثّر فكره في العديد من الحركات السياسية اللاحقة، مثل الاشتراكية التحررية والأناركية الأخلاقية.

## الأعمال الرئيسية
- التحقيق في العدالة السياسية وتأثيرها على الفضيلة والسعادة العامة. عام 1793.
- الأشياء كما هي أو مغامرات كاليب ويليامز. عام 1794.
- المستفسر. عام 1797. مراجعة عام 1823.
- مذكرات كاتب عن إثبات حقوق المرأة. عام 1798.
- سانت ليون. عام 1799.
- الخشب الطافي. عام 1805.
- ماندفيل. عام 1817.
- تاريخ الأمة. بين عامي 1824 و1828.
- قصة كلوديسلي. عام 1830.
- أفكار حول الإنسان، طبيعته، إنتاجاته، اكتشافاته، تتخللها بعض التفاصيل التي تمثل الكاتب. عام 1831.
- ديلورين. عام 1833.
- حياة المشعوذين. عام 1834.

## روابط خارجية
- ويليام غودوين على موقع IMDb (الإنجليزية)
- ويليام غودوين على موقع الموسوعة البريطانية (الإنجليزية)
- ويليام غودوين على موقع إن إن دي بي (الإنجليزية)